# Peter Duryea
Peter Duryea (Los Ángeles, California, 14 de julio de 1939 - Gray Creek, Columbia Británica, 24 de marzo de 2013) fue un actor estadounidense.
Hijo del actor Dan Duryea, con quien coincidió en las películas Taggart (1964) y Quinientos dólares, vivo o muerto (1965), Peter Duryea es conocido por aparecer en el primer episodio piloto de la serie Star Trek: La serie original como el teniente José Tyler. Este primer piloto, rechazado en su momento (1964), no fue emitido en  televisión hasta 1988, cuando fue utilizado como un episodio de relleno para Star Trek: La nueva generación debido a una huelga de guionistas. Peter desarrolló su carrera de actor participando en algunas películas y sobre todo en televisión, apareciendo en episodios de varias series entre las décadas de los 60 y 70.
Peter Duryea murió en Gray Creek (Columbia Británica, Canadá) a los 73 años de edad.

## Filmografía
- The Donna Reed Show (Serie de TV) (1963, 1 episodio)
- Los defensores (Serie de TV) (1964, 1 episodio)
- Los insaciables (1964)
- El fugitivo (Serie de TV) (1964, 1 episodio)
- Más allá del límite / Rumbo a lo desconocido (Serie de TV) (1964, 1 episodio)
- Kraft Suspense Theatre (Serie de TV) (1964, 1 episodio)
- Taggart (1964)
- La conquista del espacio / Viaje a las estrellas: la serie original (Serie de TV) (1964, primer episodio piloto de la serie, rechazado en su momento y no emitido en televisión hasta el año 1988)
- Dr. Kildare (Serie de TV) (1965, 1 episodio)
- Daniel Boone (Serie de TV) (1965, 1 episodio)
- Quinientos dólares, vivo o muerto (1965)
- Embrujada / Hechizada (Serie de TV) (1965, 1 episodio)
- El teniente Robinson (1966)
- El virginiano (Serie de TV) (1966, 1 episodio)
- Bob Hope Presents the Chrysler Theatre (Serie de TV) (1965 y 1966, 2 episodios)
- Almas en la hoguera (Serie de TV) (1964 y 1966, 2 episodios)
- Hazañas bélicas (Serie de TV) (1965 y 1967, 2 episodios)
- Catalina Caper (1967)
- Yo, espía (Serie de TV) (1968, 1 episodio)
- Gomer Pyle: USMC (Serie de TV) (1968, 1 episodio)
- Audacia es el juego (Serie de TV) (1969, 1 episodio)
- Área 12 (Serie de TV) (1969, 1 episodio)
- Dragnet 1967 (Serie de TV) (1967, 1968 y 1969, 3 episodios)
- Blood of the Iron Maiden (1970)
- Mis adorables sobrinos (Serie de TV) (1971, 2 episodios)
- Insight (Serie de TV) (1972 y 1976, 2 episodios)